# Antošovice
Antošovice (deutsch Antoschowitz, polnisch Antoszowice) ist ein Ortsteil der Stadt Ostrava (Ostrau bzw. Mährisch-Ostrau) in der Mährisch-Schlesischen Region im Osten von Tschechien. Zum Jahresende 2017 lebten dort knapp 280 Menschen.

## Geografie
Nördlich und westlich führt die Autobahn 1 an Antošovice vorbei, nur wenige Kilometer nördlich verläuft die Grenze zu Polen, wo Chałupki (Annaberg) liegt, der südlichste polnische Ort an der Oder. Östlich direkt an Antošovice angrenzend liegt der Stadtteil Stěrkovna, dahinter folgt der Verlauf der Oder. Die Stadt Ostrava liegt gut 12 km südöstlich.

## Geschichte
Die Häuslerkolonie Jantoschowitio wurde zu Beginn des 18. Jahrhunderts auf den Fluren des Gutes Schillersdorf gegründet und nach dem Gutsverwalter Johann Jantosch benannt. Im Schwarzwald (Černý les) ließ Jantosch das Gut Passek (Paseky) anlegen. Erstmals urkundlich erwähnt wurde der Ort im Jahre 1714. Nach dem Ersten Schlesischen Krieg 1742 fiel Antoschowitz an Preußen. Als Teil des Hultschiner Ländchens gehörte der Ort bis 1818 zum preußischen Landkreis Leobschütz und anschließend zum Landkreis Ratibor in der Provinz Schlesien. 1850 entstand die Landgemeinde Antoschowitz, das Gut Passek verblieb bei Schillersdorf. Durch den Friedensvertrag von Versailles kam die Gemeinde 1920 zur Tschechoslowakei. In Folge des Münchner Abkommens wurde Antoschowitz 1938 in das Deutsche Reich umgegliedert. Nach dem Ende des Zweiten Weltkrieges 1945 wurde der Ort wieder Teil der Tschechoslowakei. Am 24. April 1976 wurde er nach Ostrava eingemeindet.

## Ortsgliederung
Der Ortsteil Antošovice gehört zum Stadtbezirk Slezská Ostrava. Antošovice bildet einen Katastralbezirk.